# Појана Маре (Долж)
Појана Маре (рум. Poiana Mare) је насеље и седиште истоимене општине Појана Маре у жупанији Долж у Румунији. Према попису из 2021. у насељу је било 7.470 становника.

## Историја
Први помен места јавља се 1525. године, и везује се за Радуа из Афумата. Данашње име добија тек 1902. године, када је у њему живело око 9.000 становника.
Ту се средином 19. века (1833) налазила мошеја (спахилук) српског кнеза Милоша Обреновића. Стеван Пазарац "надворни саветник" био је 1837-1838. године надзиратељ (надзорник) тог имања. Дворац у средишту села у парку градио је господар спахилука кнез Милош. Испред дворца је изграђена православна црква посвећена Св. арханђелима Михаилу и Гаврилу, 1849. године од стране ктитора Милоша Обреновића. У црквеној ризници се чува сребрни путир, који је поклонио 1838. године Милош у име своје породице.
У дворцу-конаку је често боравио Милошев син, кнез Михајло Обреновић, близак пријатељ румунског краља Кароља и кнеза Кузе. Након погибије кнеза Михајла Обреновића 1868. године, спахилук је наследио рођак барон Атанасије Бајић. Барон Бајић је 1877. године био домаћин Главном штабу румунске војске и политичкој елити Румуније на челу са премијером и министрима.
Ту су 1835. године закључили познату "Конвенцију о солима Појана Маре", Милош Обреновић и Александар Ђика, у име својих држава.
Маринко Ценовић (наводно Влах?) из Новог Села, из области Тимока у Србији, се доселио у Појану почетком 19. века. Сматра се да је био незаконити син кнеза Милоша Обреновића. Мада је хтео кнез да му помогне и да га врати у Србију, овај је остао у родном месту своје мајке Марије. Ту се успешно бавио трговином и веома обогатио. Маринкова кћерка Јоница (1825-1921) је наставила очевим путем и још више стекла богатство. Она је стеченим капиталом откупила спахилук "Појана Маре" са дворцем од кнезова Обреновића, као и друге некретнине у Калафату. Обновила је и више православних цркви попут оних у Појани Маре и Деси.

## Становништво
| 1992.  | 2002.  | 2011. | 2021. |
| ------ | ------ | ----- | ----- |
| 11.149 | 10.636 | 8.991 | 7.470 |

Према попису из 2021. у насељу Појана Маре је живело 7.470 становника што је за 1.521 мање (-16,92%) у односу на попис из 2011. када је у насељу било 8.991 становника.
На попису из 2011. већину становништва су чинили Румуни (94,12%), а од мањина је највише било Рома (3,54%).
| Етнички састав према попису из 2011. | Етнички састав према попису из 2011. | Етнички састав према попису из 2011. | Етнички састав према попису из 2011. | Етнички састав према попису из 2011. |
| ------------------------------------ | ------------------------------------ | ------------------------------------ | ------------------------------------ | ------------------------------------ |
|                                      |                                      |                                      |                                      |                                      |
| Румуни                               | Румуни                               |                                      | 8.462                                | 94,12%                               |
| Роми                                 | Роми                                 |                                      | 318                                  | 3,54%                                |
| Италијани                            | Италијани                            |                                      | 1                                    | 0,01%                                |
| Непознато                            | Непознато                            |                                      | 210                                  | 2,34%                                |

## Историјски споменици
У Појани Маре су заштићена два историјска споменика, кућа Милоша Обреновића и црква Светих арганђела, који датирају из прве половине 19. века. Оба су од локалног значаја.
| Историјски споменик    | Датирање  |
| ---------------------- | --------- |
| Конак кнеза Милоша     | 1830—1835 |
| Црква Светих арханђела | 1849.     |